# Webserver

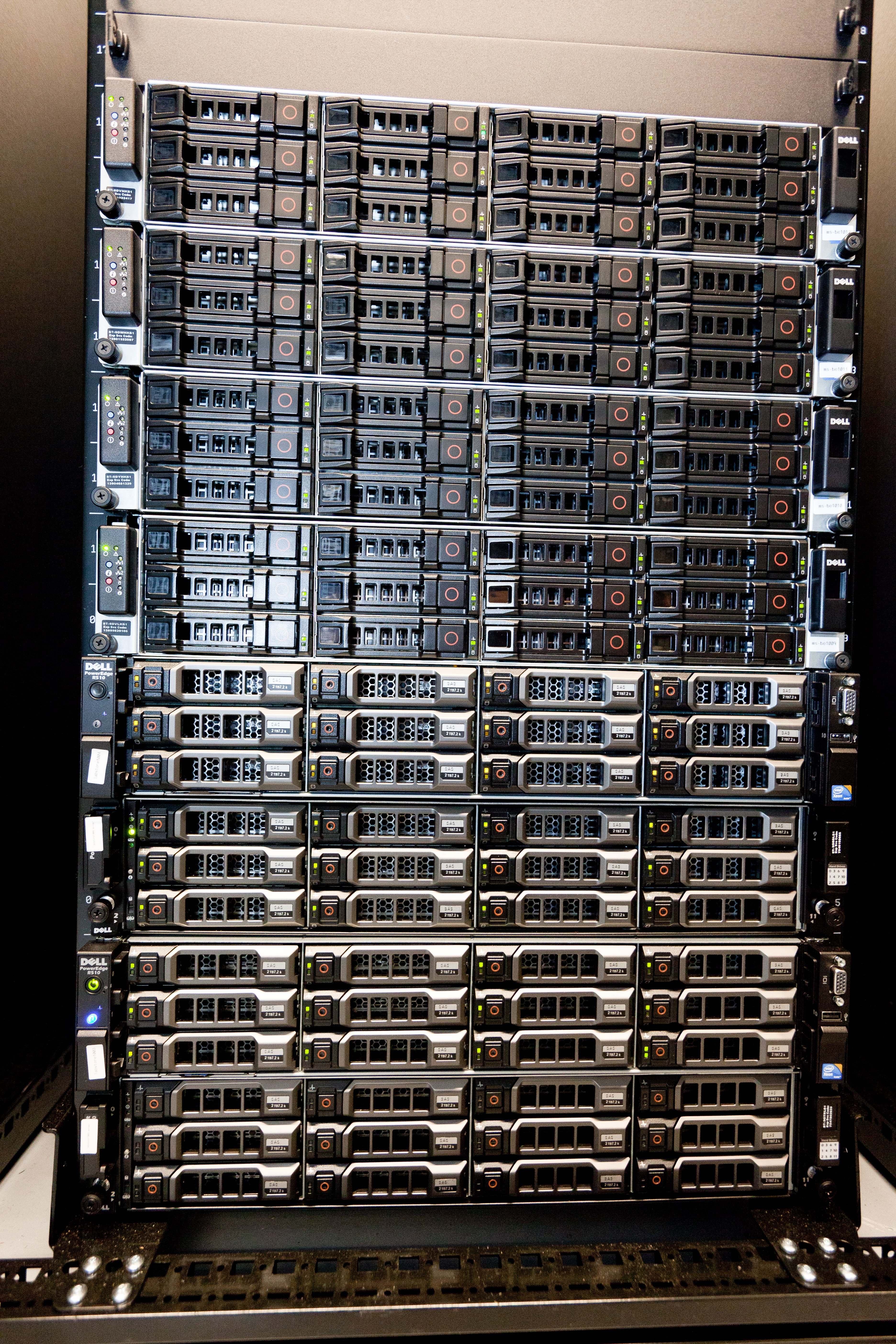
Wikimedia-servers in een 19 inchrek.

Een webserver is een programma dat via een netwerk HTTP-verzoeken ontvangt en documenten naar de client stuurt. Als totum pro parte wordt in het dagelijks spraakgebruik ook wel de de hele computer die de betreffende software uitvoert als webserver aangeduid.
Het Engelse begrip server betekent zoveel als "dienstverlener". De dienst, het leveren van documenten of gegevens, wordt doorgaans verleend aan webbrowsers en computerprogramma's. De verzoeken aan een webserver moeten niet noodzakelijkerwijs via een fysiek netwerk gesteld worden, een dergelijke communicatie kan ook binnen één en dezelfde computer plaatsvinden.
De documenten die door een webserver geleverd worden, kunnen uit verschillende bronnen komen: het kunnen bestanden op een opslagmedium zijn, maar het kan ook uitvoer van andere computerprogramma's zijn die bijvoorbeeld databases raadplegen om ter plekke een document/gestructueerde data voor de client samen te stellen. De webserver kan daarbij met andere computerprogramma's communiceren via bijvoorbeeld CGI.
Apache, IIS en nginx zijn in 2021 de drie meest gebruikte webservers.

## Geschiedenis

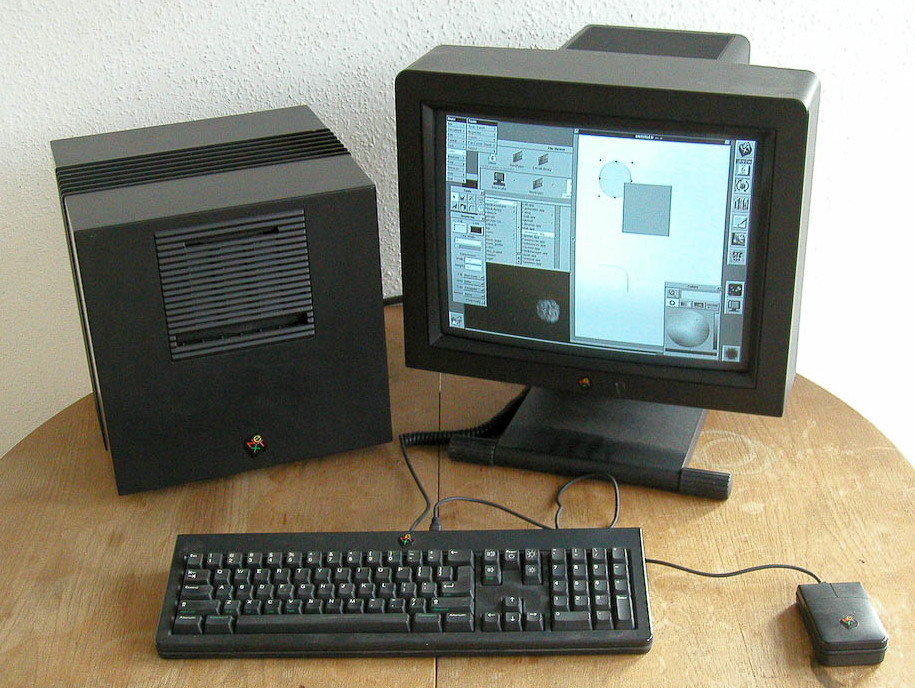
NeXTcube

De eerste webserver startte in december 1990 door het initiatief van Tim Berners-Lee. Hij stelde bij CERN een project voor om snel en eenvoudig informatie uit te kunnen wisselen door middel van digitale pagina's. De pagina's konden zogenaamde hyperlinks bevatten waarmee de lezer kan doorklikken naar een volgende pagina of artikel.
Berners-Lee schreef in 1990 twee computerprogramma's; een webbrowser en een webserver. De software draaide op een NeXTcube van het Amerikaanse bedrijf NeXT, een computer die de geschiedenis in ging als eerste webserver. Een sticker op het apparaat bevat de tekst: "Dit is een server, schakel hem niet uit!!"